# GNGT2
GNGT2 (англ. G protein subunit gamma transducin 2) – білок, який кодується однойменним геном, розташованим у людей на короткому плечі 17-ї хромосоми. Довжина поліпептидного ланцюга білка становить 69 амінокислот, а молекулярна маса — 7 747.
| 10         |  | 20         |  | 30         |  | 40         |  | 50         |
| ---------- |  | ---------- |  | ---------- |  | ---------- |  | ---------- |
| MAQDLSEKDL |  | LKMEVEQLKK |  | EVKNTRIPIS |  | KAGKEIKEYV |  | EAQAGNDPFL |
| KGIPEDKNPF |  | KEKGGCLIS  |  |            |  |            |  |            |

A: Аланін

C: Цистеїн

D: Аспарагінова кислота

E: Глутамінова кислота

F: Фенілаланін

G: Гліцин

I: Ізолейцин

K: Лізин

L: Лейцин

M: Метіонін

N: Аспарагін

P: Пролін

Q: Глутамін

R: Аргінін

S: Серин

T: Треонін

V: Валін

Кодований геном білок за функцією належить до білків внутрішньоклітинного сигналінгу. 
Локалізований у клітинній мембрані, мембрані.